# Plaisirs interdits

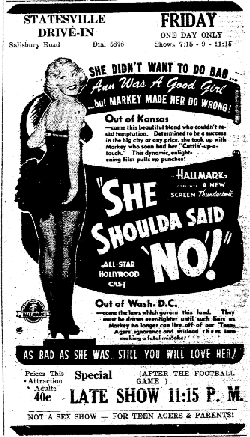

Plaisirs interdits (titre original : She Shoulda Said 'No'! aussi connu sous les titres « Wild Weed » ou « Marijuana, the Devil's Weed » ou « The Story of Lila Leeds and Her Exposé of the Marijuana Racket » ou encore « The Devil's Weed ») est un film américain réalisé par Sam Newfield, sorti en 1949.

## Synopsis
Pour payer les études de son frère, une jeune femme plonge dans l'univers de la drogue.

## Fiche technique
- Titre : Plaisirs interdits
- Titre original : She Shoulda Said 'No'!
- Réalisation : Sam Newfield
- Scénario : Richard H. Landau, adapté du roman Wild Weed de Arthur Hoerl
- Direction artistique : Eugène Lourié
- Musique : Raoul Kraushaar
- Décors : Joseph Kish
- Costumes : Rudy Harrington et Michael Meyers
- Photographie : Jack Greenhalgh
- Son : William Randall
- Montage : Richard C. Currier et Seth Larsen
- Production : Richard Kay
- Société de production : Roadshow Attractions
- Pays de production :  États-Unis
- Format : Noir et blanc
- Genre : Drame
- Durée : 70 minutes
- Date de sortie :
  - États-Unis : 20 juin 1949

## Distribution
- Alan Baxter : Markey
- Lyle Talbot : Capt. Hayes
- Lila Leeds : Anne Lester
- Michael Whalen : Jonathan Treanor
- Mary Ellen Popel : Rita
- Robert Kent : Lt. Mason
- David Holt : Bob Lester
- Don C. Harvey : Lt. Tyne
- David Gorcey : Ricky
- Jack Elam : Henchman Raymond
- Dick Cogan : Edmunds
- Knox Manning : Narrateur
- Rudolf Friml Jr. : Soloiste Piano

## Article annexe
- Psychotrope au cinéma et à la télévision